# Aegialia exaratus
Aegialia exaratus är en skalbaggsart som beskrevs av Mannerheim 1853. Aegialia exaratus ingår i släktet Aegialia och familjen Aegialiidae. Inga underarter finns listade i Catalogue of Life.